# I liga brazylijska w piłce nożnej (2006)
Brazylia 2006
Mistrzem Brazylii został klub São Paulo, natomiast wicemistrzem Brazylii został klub SC Internacional.
Do Copa Libertadores w roku 2007 zakwalifikowały się następujące kluby:
- São Paulo (mistrz Brazylii)
- SC Internacional (obrońca tytułu)
- Grêmio Porto Alegre (3 miejsce)
- Santos FC (4 miejsce – runda wstępna)
- Paraná Clube (5 miejsce – runda wstępna)
- CR Flamengo (zdobywca Copa do Brasil)

Do Copa Sudamericana w roku 2007 zakwalifikowały się następujące kluby:
- São Paulo (mistrz Brazylii)
- CR Vasco da Gama (6 miejsce)
- Figueirense FC (7 miejsce)
- Goiás EC (8 miejsce)
- Corinthians Paulista (9 miejsce)
- Cruzeiro EC (10 miejsce)
- Botafogo FR (12 miejsce)
- Athletico Paranaense (13 miejsce)

Cztery ostatnie w tabeli kluby spadły do drugiej ligi (Campeonato Brasileiro Série B):
- AA Ponte Preta
- Fortaleza
- São Caetano
- Santa Cruz FC

Na miejsce spadkowiczów awansowały cztery najlepsze kluby drugiej ligi:
- Atlético Mineiro
- Sport Recife
- Náutico
- América Natal

## Campeonato Brasileiro Série A – sezon 2006

### Kolejka 1
| Data             | Mecz                                                                                                  |
| ---------------- | --- |
| 15 kwietnia 2006 | EC Juventude – Paraná Clube 1:0 Fabricio 17                                                           |
| 15 kwietnia 2006 | CR Vasco da Gama – SC Internacional 1:1 Abedi 73 – Adriano Gabiru 73                                  |
| 16 kwietnia 2006 | Santa Cruz FC – Figueirense FC 0:0                                                                    |
| 16 kwietnia 2006 | SE Palmeiras – AA Ponte Preta 2:3 Cristian 67, Edmundo 85 – Almir Luna 36, Luís Mário 43, Douglas 65s |
| 16 kwietnia 2006 | Grêmio Porto Alegre – Corinthians Paulista 2:0 Alessandro Nunes 44, Evaldo 63                         |
| 16 kwietnia 2006 | São Paulo – CR Flamengo 1:0 Rogério Ceni 31k                                                          |
| 16 kwietnia 2006 | São Caetano – Cruzeiro EC 2:1 Fabiano Gadelha 8k, Gustavo 64 – Wagner 5                               |
| 16 kwietnia 2006 | Botafogo FR – Fortaleza 1:0 Dodô 25                                                                   |
| 16 kwietnia 2006 | Goiás EC – Santos FC 0:0                                                                              |
| 16 kwietnia 2006 | Athletico Paranaense – Fluminense FC 1:2 Pedro Oldoni 74 – Marcelo 15, Rogério Régis 47               |

### Kolejka 2
| Data             | Mecz |
| ---------------- | --- |
| 22 kwietnia 2006 | Corinthians Paulista – São Caetano 3:0 Carlos Alberto Tevez 18k, Ricardinho 55, Roger Flores 88                        |
| 22 kwietnia 2006 | Fluminense FC – Goiás EC 1:0 Dejan Petković 14k                                                                        |
| 22 kwietnia 2006 | Figueirense FC – SE Palmeiras 6:1 Schwenck 1, 79, Vinícius Fininho 6, Carlos Alberto 12, Soares 47, 48 – Washington 19 |
| 23 kwietnia 2006 | Cruzeiro EC – Grêmio Porto Alegre 3:1 Wagner 65, Élber 69, Alecssandro 85 – Ricardinho 14                              |
| 23 kwietnia 2006 | SC Internacional – Santa Cruz FC 1:0 Wason Renteria 47                                                                 |
| 23 kwietnia 2006 | Santos FC – Athletico Paranaense 2:0 Antonio De Nigris 10, Reinaldo Oliveira 71 mecz rozegrany w Mogi Mirim            |
| 23 kwietnia 2006 | AA Ponte Preta – CR Vasco da Gama 1:2 Ricardo Conceiçăo 90+3 – Morais 85, 87                                           |
| 23 kwietnia 2006 | CR Flamengo – EC Juventude 3:1 Renato Abreu 8, Diego Silva 39, Leonardo Moura 77 – Odair 90+1                          |
| 23 kwietnia 2006 | Paraná Clube – Botafogo FR 0:0                                                                                         |
| 23 kwietnia 2006 | Fortaleza – São Paulo 1:0 Finazzi 20                                                                                   |

### Kolejka 3
| Data             | Mecz |
| ---------------- | --- |
| 29 kwietnia 2006 | Fortaleza – São Caetano 2:1 Alan 56, Mazinho Lima 90 – Leandro Lima 20                                                          |
| 29 kwietnia 2006 | Botafogo FR – Athletico Paranaense 0:4 Pedro Oldoni 33, 58, 82, Alan Bahia 79k                                                  |
| 29 kwietnia 2006 | São Paulo – Santa Cruz FC 4:0 Danilo 48, Mineiro 50, Leandro Azevedo 60, Rogério Ceni 75                                        |
| 30 kwietnia 2006 | SC Internacional – CR Flamengo 1:0 Alex Meschini 28                                                                             |
| 30 kwietnia 2006 | AA Ponte Preta – Corinthians Paulista 3:2 Iran 43, 83, Rafael Santos 59 – Thiago Matias 25s, Edson 87                           |
| 30 kwietnia 2006 | Paraná Clube – Grêmio Porto Alegre 5:2 Cristiano 12, Alessandro Nunes 15s, Beto 35, Ângelo 59, Emerson 79k – Hugo 26k, Lucas 52 |
| 30 kwietnia 2006 | SE Palmeiras – Santos FC 1:2 Carlos Gamarra 65 – Paulo Baier 67s, Reinaldo Oliveira 85                                          |
| 30 kwietnia 2006 | CR Vasco da Gama – Fluminense FC 1:1 Abedi 33 – Tuta 57                                                                         |
| 30 kwietnia 2006 | EC Juventude – Goiás EC 1:1 Lino 4 – Souza 80                                                                                   |
| 30 kwietnia 2006 | Figueirense FC – Cruzeiro EC 0:2 Luizăo 1, Wagner 17                                                                            |

### Kolejka 4
| Data        | Mecz |
| ----------- | --- |
| 6 maja 2006 | Santa Cruz FC – AA Ponte Preta 1:1 Carlinhos Bala 17k – Danilo Sacramento 50                                               |
| 6 maja 2006 | Fluminense FC – Paraná Clube 2:1 Lenny 45, Rissutt 74 – Émerson 90+1k                                                      |
| 6 maja 2006 | Santos FC – Fortaleza 2:0 Rodrigo Tabata 39, Rodrigo Tiuí 45 mecz w Santo André                                            |
| 7 maja 2006 | Goiás EC – Figueirense FC 2:1 Juliano 73, Roni 87 – Soares 54                                                              |
| 7 maja 2006 | Grêmio Porto Alegre – CR Vasco da Gama 1:2 Patrício 3k – Éder 6, Pereira 37s                                               |
| 7 maja 2006 | São Caetano – SE Palmeiras 2:0 Marabá 34, Élton 37                                                                         |
| 7 maja 2006 | Athletico Paranaense – SC Internacional 1:2 Danilo Larangeira 38 – Wason Rentería 20, Jorge Wagner 80                      |
| 7 maja 2006 | Corinthians Paulista – São Paulo 1:3 Nilmar 21 – Willamis Souza 38, Alex Dias 68, Lenílson 73 mecz w São José do Rio Preto |
| 7 maja 2006 | CR Flamengo – Botafogo FR 1:0 Jônatas Domingos 64                                                                          |
| 7 maja 2006 | Cruzeiro EC – EC Juventude 2:0 Élber 2, Wagner 68                                                                          |

### Kolejka 5
| Data         | Mecz |
| ------------ | --- |
| 13 maja 2006 | São Caetano – EC Juventude 0:2 Renan 33, Marcel 76                                                           |
| 13 maja 2006 | Botafogo FR – Grêmio Porto Alegre 2:2 Reinaldo 3, Christian Corrêa 12k – Ricardinho 53k, Alessandro Nunes 76 |
| 13 maja 2006 | Santos FC – AA Ponte Preta 3:1 Preto 2s, Da Silva 45+3s, Rodrigo Tiuí 70 – Iran 49                           |
| 14 maja 2006 | Santa Cruz FC – Athletico Paranaense 1:2 Carlinhos Bala 40 – Pedro Oldoni 7, Evandro Goebel 82               |
| 14 maja 2006 | SC Internacional – São Paulo 3:1 Índio 13, 53, Rafael Sóbis 60 – Aloísio 47                                  |
| 14 maja 2006 | Figueirense FC – Fluminense FC 1:0 Soares 65                                                                 |
| 14 maja 2006 | SE Palmeiras – Cruzeiro EC 1:1 Washington 60 – Wagner 19                                                     |
| 14 maja 2006 | CR Flamengo – Fortaleza 0:0                                                                                  |
| 14 maja 2006 | Paraná Clube – Corinthians Paulista 1:2 Emerson 51k – Rafael Moura 14, 90+2 mecz w Maringá                   |
| 14 maja 2006 | Goiás EC – CR Vasco da Gama 2:0 Vitor 49, Souza 55                                                           |

### Kolejka 6
| Data         | Mecz |
| ------------ | --- |
| 20 maja 2006 | Athletico Paranaense – Goiás EC 2:3 David Ferreira 41, Pedro Odoni 83 – Welliton 56, Rogério Correa 72, Souza 86                             |
| 20 maja 2006 | Fortaleza – Paraná Clube 1:1 Rinaldo 54 – Cristiano 57                                                                                       |
| 20 maja 2006 | SC Internacional – Figueirense FC 2:4 Fernandăo 12k, Ceará 84 – Schwenck 6, 29, Cícero 54, Tiago Silvy 81                                    |
| 20 maja 2006 | São Paulo – São Caetano 1:0 Alex Dias 37 |
| 21 maja 2006 | CR Vasco da Gama – Corinthians Paulista 2:4 Ramón Hubner 46, Valdiram 51 – Rafael Moura 62, 66, Carlos Alberto Jesus 88k, Marcelo Mattos 77k |
| 21 maja 2006 | Cruzeiro EC – CR Flamengo 2:1 Luisăo 38, Wágner 73 – Diego Silva 33                                                                          |
| 21 maja 2006 | SE Palmeiras – Santa Cruz FC 2:1 Leonardo Silva 4, Enílton 77 – Nenê 14                                                                      |
| 21 maja 2006 | AA Ponte Preta – Grêmio Porto Alegre 1:1 Emerson 86 – Ramon 65                                                                               |
| 21 maja 2006 | Fluminense FC – Santos FC 1:0 Luiz Alberto 69s                                                                                               |
| 21 maja 2006 | EC Juventude – Botafogo FR 1:0 Marcel 9 |

### Kolejka 7
| Data         | Mecz |
| ------------ | --- |
| 24 maja 2006 | EC Juventude – Santa Cruz FC 4:1 Éder Ceccon 57, 59, Lino 75k, Raulen 83 – Fábio 62s                               |
| 24 maja 2006 | Paraná Clube – Figueirense FC 0:0                                                                                  |
| 24 maja 2006 | Cruzeiro EC – AA Ponte Preta 5:1 Carlinhos Bala 16, Gil 41, 90, Wagner 71, 87 – Almir Luna 47                      |
| 24 maja 2006 | São Paulo – SE Palmeiras 4:1 Márcio Careca 4s, Ricardo Oliveira 52, 55, Alex Dias 82 – Márcio Careca 40            |
| 24 maja 2006 | São Caetano – Athletico Paranaense 2:1 Fabiano Gadelha 29, Leandrinho 53 – Alan Bahia 73                           |
| 24 maja 2006 | CR Flamengo – Santos FC 2:2 Renato Silva 31, Renato Abreu 60 – Rodrigo Tiuí 18, Luiz Alberto 20                    |
| 24 maja 2006 | Fortaleza – Fluminense FC 2:5 Rinaldo 53, Finazzi 85 – Alan 7s, Gabriel Santos 59, Tuta 60, 70, Evando Spinasse 89 |
| 25 maja 2006 | Botafogo FR – CR Vasco da Gama 4:1 Dodô 4, 37k, 76, Claiton 45 – Abedi 71                                          |
| 25 maja 2006 | Grêmio Porto Alegre – Goiás EC 2:0 Marcelo Costa 30, Ramón 44                                                      |
| 25 maja 2006 | Corinthians Paulista – SC Internacional 0:1 Tinga 12                                                               |

### Kolejka 8
| Data         | Mecz |
| ------------ | --- |
| 27 maja 2006 | Figueirense FC – Fortaleza 0:0 |
| 27 maja 2006 | AA Ponte Preta – Paraná Clube 2:5 Tuto 25, Almir Luna 40 – Gustavo 7, Maicossuel 28, Ricardo Conceiçăo 63s, Leonardo 89, Cristiano 90+1 |
| 27 maja 2006 | Athletico Paranaense – EC Juventude 1:0 Dênis Marques 90+2                                                                              |
| 28 maja 2006 | SC Internacional – Cruzeiro EC 1:1 Índio 27 – Edu Dracena 32'                                                                           |
| 28 maja 2006 | Santos FC – Corinthians Paulista 2:0 Cléber Santana 20, Rodrigo Tabata 90+3                                                             |
| 28 maja 2006 | Santa Cruz FC – Botafogo FR 1:1 Nenê 63 – Valdson Bezerra 45s                                                                           |
| 28 maja 2006 | Goiás EC – São Caetano 2:1 Welliton 61, 78 – Anderson Lima 65k                                                                          |
| 28 maja 2006 | Fluminense FC – CR Flamengo 1:0 Tuta 8                                                                                                  |
| 28 maja 2006 | CR Vasco da Gama – São Paulo 1:1 Ygor 54 – Alex Dias 10                                                                                 |
| 28 maja 2006 | SE Palmeiras – Grêmio Porto Alegre 0:1                                                                                                  |

### Kolejka 9
| Data           | Mecz                                                                                                  |
| -------------- | --- |
| 31 maja 2006   | EC Juventude – AA Ponte Preta 0:1 Almir Luna 4                                                        |
| 31 maja 2006   | Cruzeiro EC – Athletico Paranaense 1:1 Élber 34 – Alan Bahia 89                                       |
| 31 maja 2006   | Fortaleza – CR Vasco da Gama 1:1 Maurílio 45 – Faioli 69                                              |
| 31 maja 2006   | São Caetano – SC Internacional 1:1 Anderson Lima 16 – Rafael Sóbis 41                                 |
| 31 maja 2006   | CR Flamengo – SE Palmeiras 2:1 Vinicius Pacheco 67, Walter Horacio Peralta 75k – Jônatas Domingos 58s |
| 31 maja 2006   | Grêmio Porto Alegre – Santos FC 1:0 Hugo 35                                                           |
| 31 maja 2006   | São Paulo – Fluminense FC 1:0 Willamis Souza 44                                                       |
| 1 czerwca 2006 | Paraná Clube – Santa Cruz FC 3:0 Leonardo 7, 58, Ângelo 65                                            |
| 1 czerwca 2006 | Botafogo FR – Figueirense FC 2:3 Dodô 56, 61 – Schwenck 26k, 63, Cícero 60                            |
| 1 czerwca 2006 | Corinthians Paulista – Goiás EC 0:1 Jadilson 51                                                       |

### Kolejka 10
| Data           | Mecz                                                                                    |
| -------------- | --------------------------------------------------------------------------------------- |
| 3 czerwca 2006 | Fluminense FC – SC Internacional 2:3 Jean Dondé 24, Tuta 80 – Iarley 1, 88, Radamés 47s |
| 3 czerwca 2006 | Fortaleza – Cruzeiro EC 0:2 Thiago Heleno 15, Gil 36                                    |
| 3 czerwca 2006 | Grêmio Porto Alegre – São Caetano 1:1 Germán Herrera 8 – Cléber Américo 5               |
| 4 czerwca 2006 | Athletico Paranaense – SE Palmeiras 2:0 Alan Bahia 44, Evandro Goebel 77                |
| 4 czerwca 2006 | CR Vasco da Gama – Santa Cruz FC 2:1 Abedi 7, Ramon Hubner 69k – Valdson Bezerra 66k    |
| 4 czerwca 2006 | Corinthians Paulista – CR Flamengo 0:2 Walter Horacio Peralta 46, Obina 58              |
| 4 czerwca 2006 | AA Ponte Preta – Figueirense FC 3:0 Tuto 31, Luís Mário 42, André Silva 43              |
| 4 czerwca 2006 | Goiás EC – Paraná Clube 1:2 Fabiano 62 – Ângelo 85, Joăo Paulo 88                       |
| 4 czerwca 2006 | EC Juventude – São Paulo 1:1 Éder Ceccon 84 – Junior 89k                                |
| 4 czerwca 2006 | Santos FC – Botafogo FR 0:0                                                             |

### Kolejka 11
| Data          | Mecz |
| ------------- | --- |
| 12 lipca 2006 | SC Internacional – AA Ponte Preta 2:0 Alex Meschini 26k, Ceará 63                                                       |
| 12 lipca 2006 | Athletico Paranaense – Fortaleza 0:0                                                                                    |
| 12 lipca 2006 | Fluminense FC – EC Juventude 3:2 Gabriel Santos 32, Roger 72, Juliano 74 – Christian Corrêa 27, 37 mecz w Volta Redonda |
| 12 lipca 2006 | São Paulo – Grêmio Porto Alegre 2:1 Ricardo Oliveira 17, 55 – Alex Reis 6s                                              |
| 12 lipca 2006 | Figueirense FC – Santos FC 2:1 Soares 21, Cícero 64 – Rodrigo Tiuí 57                                                   |
| 12 lipca 2006 | São Caetano – Botafogo FR 1:1 Anderson Lima 14k – Dodô 90+3                                                             |
| 12 lipca 2006 | Cruzeiro EC – Corinthians Paulista 2:0 Luís Fernando Martinez 39, Alecsandro 51                                         |
| 13 lipca 2006 | Santa Cruz FC – Goiás EC 2:1 Márcio Alemăo 49, Márcio Mixirica 63 – Souza 36                                            |
| 13 lipca 2006 | CR Flamengo – Paraná Clube 1:4 Luizăo 21 – Emilson 13, 52, Ângelo 69, Cristiano 89 mecz w Volta Redonda                 |
| 13 lipca 2006 | SE Palmeiras – CR Vasco da Gama 4:2 Daniel Silva 11, Edmundo 17, 42, Enílton 62 – Ives 15, Wendel 37s                   |

### Kolejka 12
| Data          | Mecz |
| ------------- | --- |
| 15 lipca 2006 | Botafogo FR – AA Ponte Preta 4:1 Zé Roberto 59, Dodô 76, 90+2, Claiton 87 – Tuto 3 mecz w Volta Redonda                                                 |
| 15 lipca 2006 | São Paulo – Figueirense FC 2:1 Ricardo Oliveira 2, André Dias 90+1 – Thiago Prado 58                                                                    |
| 16 lipca 2006 | Grêmio Porto Alegre – Fluminense FC 4:4 Ramón 26, Rômulo Antoneli 68, 90+3, Germán Herrera 90+2 – Evando Spinasse 70, Dejan Petković 79, 87, Marcelo 81 |
| 16 lipca 2006 | São Caetano – Santos FC 2:0 Ânderson Lima 79k, 89k |
| 16 lipca 2006 | Cruzeiro EC – Goiás EC 0:0 |
| 16 lipca 2006 | SE Palmeiras – Corinthians Paulista 1:0 Paulo Baier 44                                                                                                  |
| 16 lipca 2006 | CR Flamengo – CR Vasco da Gama 0:1 Paulăo 75 |
| 16 lipca 2006 | EC Juventude – SC Internacional 2:0 Fabrício Cunha 12, Marcel 90+1                                                                                      |
| 16 lipca 2006 | Paraná Clube – Athletico Paranaense 2:1 Batista 26, Leonardo 73 – Jancarlos 47                                                                          |
| 16 lipca 2006 | Fortaleza – Santa Cruz FC 1:4 Mazinho Lima 57 – Washington 15, Márcio Mixirica 18, Nenê 27, Osmar 51                                                    |

### Kolejka 13
| Data          | Mecz |
| ------------- | --- |
| 22 lipca 2006 | Figueirense FC – Grêmio Porto Alegre 2:0 Cícero 14, Diego Barcelos 87                                   |
| 22 lipca 2006 | Paraná Clube – Cruzeiro EC 1:0 Maicosuel 71                                                             |
| 22 lipca 2006 | Corinthians Paulista – Fortaleza 2:2 Ramon 31, Carlos Alberto Tevez 72 – Finazzi 45, André Cunha 62     |
| 22 lipca 2006 | Fluminense FC – São Caetano 2:2 Dejan Petković 26, Juliano 54 – Anderson Lima 39k, Wellington Amorim 58 |
| 23 lipca 2006 | AA Ponte Preta – São Paulo 1:3 Tuto 11k – Lenilson 41, 71, Alex Silva 52                                |
| 23 lipca 2006 | CR Vasco da Gama – Athletico Paranaense 2:1 Morais 46, Andrade 89 – Sergio Herrera 83                   |
| 23 lipca 2006 | Santa Cruz FC – CR Flamengo 3:0 Nenê 40, Osmar 80, Váldson Bezerra 84                                   |
| 23 lipca 2006 | Santos FC – EC Juventude 3:2 Fabiano 51, Reinaldo Oliveira 67k, 72 – Éder Ceccon 60, 69                 |
| 23 lipca 2006 | SC Internacional – Botafogo FR 0:0                                                                      |
| 23 lipca 2006 | Goiás EC – SE Palmeiras 1:3 Souza 15 – Nen 14, Paulo Baier 24, Edmundo 61k                              |

### Kolejka 14
| Data          | Mecz |
| ------------- | --- |
| 29 lipca 2006 | EC Juventude – Figueirense FC 1:0 Christian Corrêa 48                                                         |
| 29 lipca 2006 | São Caetano – AA Ponte Preta 1:1 Canindé 79 – Thiago Matias 34                                                |
| 29 lipca 2006 | SE Palmeiras – Paraná Clube 4:2 Enílton 31, Edmundo 56, Roger Rodrigues 80, Alceu 85 – Emerson 72k, Ângelo 78 |
| 30 lipca 2006 | Athletico Paranaense – CR Flamengo 1:0 David Ferreira 67                                                      |
| 30 lipca 2006 | CR Vasco da Gama – Cruzeiro EC 1:0 Ramon Hubner 50                                                            |
| 30 lipca 2006 | Santa Cruz FC – Corinthians Paulista 1:0 Márcio Alemăo 67                                                     |
| 30 lipca 2006 | São Paulo – Santos FC 0:4 Fabiano 40, 43, Dênis 54, Rodrigo Tiuí 71                                           |
| 30 lipca 2006 | Fluminense FC – Botafogo FR 1:1 Tuta 37 – Reinaldo 17                                                         |
| 30 lipca 2006 | SC Internacional – Grêmio Porto Alegre 0:0                                                                    |
| 30 lipca 2006 | Goiás EC – Fortaleza 1:1 Souza 45+1 – Nunes 87k                                                               |

### Kolejka 15
| Data            | Mecz |
| --------------- | --- |
| 5 sierpnia 2006 | Grêmio Porto Alegre – EC Juventude 1:0 Evaldo 58                                                             |
| 5 sierpnia 2006 | Figueirense FC – São Caetano 1:1 Diego Barcelos 46 – Diego Tardelli 49                                       |
| 5 sierpnia 2006 | CR Flamengo – Goiás EC 1:0 Obina 89                                                                          |
| 5 sierpnia 2006 | Corinthians Paulista – Athletico Paranaense 2:1 Carlos Alberto Tevez 8, Rafael Moura 10 – David Ferreira 3   |
| 6 sierpnia 2006 | Botafogo FR – São Paulo 1:1 Felipe Adăo 9 – Thiago 51 mecz w Volta Redonda                                   |
| 6 sierpnia 2006 | Santos FC – SC Internacional 2:1 Wendel 84, 90+1k – Iarley 10                                                |
| 6 sierpnia 2006 | Paraná Clube – CR Vasco da Gama 2:1 Sandro 32, Maicosuel 68 – Madson 85                                      |
| 6 sierpnia 2006 | AA Ponte Preta – Fluminense FC 3:0 Luís Mário 46, Ricardo Conceiçăo 83, Jean Carlos 85                       |
| 6 sierpnia 2006 | Cruzeiro EC – Santa Cruz FC 3:3 Carlinhos Bala 4, Alecsandro 29, 49 – Thiago Heleno 45+2s, Nenê 50, Osmar 83 |
| 6 sierpnia 2006 | Fortaleza – SE Palmeiras 0:0                                                                                 |

### Kolejka 16
| Data             | Mecz                                                                                             |
| ---------------- | ------------------------------------------------------------------------------------------------ |
| 12 sierpnia 2006 | EC Juventude – CR Vasco da Gama 0:0                                                              |
| 12 sierpnia 2006 | São Caetano – Santa Cruz FC 2:0 Wellington Amorim 18, Gustavo Gaúcho 82k                         |
| 12 sierpnia 2006 | CR Flamengo – AA Ponte Preta 0:0                                                                 |
| 12 sierpnia 2006 | Corinthians Paulista – Figueirense FC 1:3 Carlos Alberto Tevez 73k – Cícero 55, 69, Schwenck 59k |
| 13 sierpnia 2006 | Botafogo FR – SE Palmeiras 1:3 Marcelinho 14 – Enílton 11, 36, Paulo Baier 71                    |
| 13 sierpnia 2006 | Grêmio Porto Alegre – Athletico Paranaense 2:0 Hugo 54, Germán Herrera 87 mecz w Caxias do Sul   |
| 13 sierpnia 2006 | Cruzeiro EC – Fluminense FC 2:3 Carlinhos Bala 30, Alecsandro 51 – Marcelo 26, Roger 70, Tuta 89 |
| 13 sierpnia 2006 | Fortaleza – SC Internacional 1:2 Alan 13 – Léo 74, Fabinho 89                                    |
| 13 sierpnia 2006 | São Paulo – Goiás EC 2:1 Lenílson 18, 73 – Johnson 89                                            |
| 13 sierpnia 2006 | Paraná Clube – Santos FC 1:1 Maicosuel 13 – Wellington Paulista 4                                |

### Kolejka 17
| Data             | Mecz |
| ---------------- | --- |
| 16 sierpnia 2006 | AA Ponte Preta – Fortaleza 1:3 Ricardo Conceiçăo 70 – Finazzi 38, André Cunha 48, 83                                                             |
| 16 sierpnia 2006 | CR Vasco da Gama – São Caetano 1:2 Diego 84 – Rafael Muçamba 5, Triguinho 68                                                                     |
| 16 sierpnia 2006 | Santa Cruz FC – Grêmio Porto Alegre 2:4 Wilson Surubim 27, Júnior Maranhăo 79 – Rômulo Antoneli 51, Tcheco 57k, Germán Herrera 87, Léo Lima 90+4 |
| 16 sierpnia 2006 | Goiás EC – Botafogo FR 2:2 Romerito 40k, Souza 48 – Zé Roberto 15, 55                                                                            |
| 16 sierpnia 2006 | Figueirense FC – CR Flamengo 1:1 Soares 48 – Léo Medeiros 36                                                                                     |
| 16 sierpnia 2006 | Fluminense FC – Corinthians Paulista 1:2 Tuta 24k – Carlos Alberto Tevez 2, Marinho 10                                                           |
| 17 sierpnia 2006 | Santos FC – Cruzeiro EC 2:0 Wellington Paulista 18, Rodrigo Tabata 82                                                                            |
| 17 sierpnia 2006 | SE Palmeiras – EC Juventude 1:1 Edmundo 77 – Alexandre 76                                                                                        |
| 30 września 2006 | SC Internacional – Paraná Clube 3:2 Indio 9, Fabiano Eller 22, 31 – Cristiano 76, Sandro 88                                                      |
| 30 września 2006 | Athletico Paranaense – São Paulo 0:0 |

### Kolejka 18
| Data             | Mecz |
| ---------------- | --- |
| 19 sierpnia 2006 | AA Ponte Preta – Goiás EC 3:2 Régis Amarante 15, Vélber 19, 90+4k – Souza 55, Welliton 72                                  |
| 19 sierpnia 2006 | CR Flamengo – Grêmio Porto Alegre 1:0 Renato Abreu 90                                                                      |
| 20 sierpnia 2006 | Fluminense FC – Santa Cruz FC 1:1 Roger 8 – Júnior Maranhăo 42                                                             |
| 20 sierpnia 2006 | Santos FC – CR Vasco da Gama 0:2 Abedi 62, Morais 78k                                                                      |
| 20 sierpnia 2006 | Cruzeiro EC – São Paulo 2:2 Francismar 7, Michael 34 – Rogério Ceni 42, 61k                                                |
| 20 sierpnia 2006 | Fortaleza – EC Juventude 4:1 Wendel 16, Ramalho 42, Lúcio 80, Rinaldo 90+2 – Alexandre 68                                  |
| 20 sierpnia 2006 | Figueirense FC – Athletico Paranaense 3:3 Cícero 25, 50, Soares 43 – Marcelo Silva 16, Dênis Marques 48, Marcos Aurélio 88 |
| 20 sierpnia 2006 | Paraná Clube – São Caetano 1:0 Edmilson 90+4                                                                               |
| 20 sierpnia 2006 | SC Internacional – SE Palmeiras 1:1 Rafael Sobis 41 – Paulo Baier 49                                                       |
| 20 sierpnia 2006 | Corinthians Paulista – Botafogo FR 1:0 Nadson 71                                                                           |

### Kolejka 19
| Data             | Mecz |
| ---------------- | --- |
| 23 sierpnia 2006 | Goiás EC – SC Internacional 2:2 Vítor 84, Luciano Almeida 88 – Fernandăo 10, 63                                     |
| 23 sierpnia 2006 | SE Palmeiras – Fluminense FC 3:0 Nen 7, Francis 23, Juninho Paulista 67                                             |
| 23 sierpnia 2006 | Botafogo FR – Cruzeiro EC 1:0 Claiton 8                                                                             |
| 23 sierpnia 2006 | Santa Cruz FC – Santos FC 1:1 Júnior Maranhăo 53 – André 43                                                         |
| 23 sierpnia 2006 | EC Juventude – Corinthians Paulista 0:0                                                                             |
| 23 sierpnia 2006 | São Caetano – CR Flamengo 2:2 Gustavo Gaúcho 38, 49 – Renato Abreu 33, 81                                           |
| 23 sierpnia 2006 | Athletico Paranaense – AA Ponte Preta 3:0 David Ferreira 17, Marcos Aurélio 48, Válber 83                           |
| 24 sierpnia 2006 | Grêmio Porto Alegre – Fortaleza 4:1 Léo Lima 24, Hugo 27, Rômulo Antoneli 35, Germán Herrera 90+2 – Mazinho Lima 81 |
| 24 sierpnia 2006 | São Paulo – Paraná Clube 3:2 Aloísio 6, Leandro 67, Alex Silva 76 – Beto 5, Leonardo 21                             |
| 24 sierpnia 2006 | CR Vasco da Gama – Figueirense FC 3:1 Abedi 12, Jean Ferreira 67, Faioli 87 – Schwenck 30                           |

### Kolejka 20
| Data             | Mecz                                                                                            |
| ---------------- | ----------------------------------------------------------------------------------------------- |
| 26 sierpnia 2006 | Fluminense FC – Athletico Paranaense 1:2 Marcelo 74 – Marcos Aurélio 7, Dênis Marques 57        |
| 26 sierpnia 2006 | Santos FC – Goiás EC 2:1 Kléber 54, Carlinhos 62 – Souza 37                                     |
| 26 sierpnia 2006 | Cruzeiro EC – São Caetano 3:0 Gladstone 10, Élber 12, Wagner 25                                 |
| 27 sierpnia 2006 | SC Internacional – CR Vasco da Gama 1:2 Iarley 17 – Jorge Luiz 10, Moraes 68                    |
| 27 sierpnia 2006 | Figueirense FC – Santa Cruz FC 2:0 Soares 70, Cícero 76                                         |
| 27 sierpnia 2006 | AA Ponte Preta – SE Palmeiras 1:1 Vélber 44 – Marcinho 87                                       |
| 27 sierpnia 2006 | Paraná Clube – EC Juventude 0:1 Christian Corrêa 46                                             |
| 27 sierpnia 2006 | CR Flamengo – São Paulo 1:1 Juan Maldondo 34 – Lenílson 66                                      |
| 27 sierpnia 2006 | Fortaleza – Botafogo FR 2:3 Finazzi 49, 90k – Jefferson Feijăo 24, Reinaldo 58, Júnior César 68 |
| 27 sierpnia 2006 | Corinthians Paulista – Grêmio Porto Alegre 0:2 Evaldo 30, Rômulo Antoneli 80                    |

### Kolejka 21
| Data             | Mecz                                                                                          |
| ---------------- | --------------------------------------------------------------------------------------------- |
| 30 sierpnia 2006 | Grêmio Porto Alegre – Cruzeiro EC 2:1 Tcheco 5, Ramon 63 – Élber 61                           |
| 30 sierpnia 2006 | São Caetano – Corinthians Paulista 0:1 Rafael Moura 11                                        |
| 30 sierpnia 2006 | Athletico Paranaense – Santos FC 2:1 Marcos Aurélio 49, William Fabbro 85 – Rodrigo Tiuí 90+1 |
| 30 sierpnia 2006 | Goiás EC – Fluminense FC 3:1 Nonato 47, 52, Fábio Bahia 86 – Juliano 35                       |
| 30 sierpnia 2006 | Santa Cruz FC – SC Internacional 0:2 Fernandăo 41, Adriano Gabiru 52                          |
| 30 sierpnia 2006 | SE Palmeiras – Figueirense FC 1:1 Enílton 64 – Schwenck 60                                    |
| 30 sierpnia 2006 | EC Juventude – CR Flamengo 1:0 Antônio Carlos Zago 49                                         |
| 31 sierpnia 2006 | Botafogo FR – Paraná Clube 4:0 Aparecido Lima 36, 38, Reinaldo 57, Zé Roberto 77k             |
| 31 sierpnia 2006 | CR Vasco da Gama – AA Ponte Preta 2:2 Faioli 52k, Fábio Júnior 68 – Tuto 18, 53               |
| 31 sierpnia 2006 | São Paulo – Fortaleza 1:1 Lenílson 88 – Rinaldo 86                                            |

### Kolejka 22
| Data            | Mecz |
| --------------- | --- |
| 2 września 2006 | CR Flamengo – SC Internacional 1:2 Obina 37 – Fernandăo 56k, 59k                                             |
| 2 września 2006 | Cruzeiro EC – Figueirense FC 2:2 Teco 47, Geovanni Maurício 89k – Soares 20, Schwenck 48                     |
| 3 września 2006 | Fluminense FC – CR Vasco da Gama 1:1 Tuta 71 – Morais 78k                                                    |
| 3 września 2006 | Grêmio Porto Alegre – Paraná Clube 2:1 William Oliveira 31, Tcheco 73k – Ângelo 16                           |
| 3 września 2006 | Santos FC – SE Palmeiras 5:1 Luiz Alberto 13, 24, Wellington Paulista 60, 67, Jonas 70 – Juninho Paulista 22 |
| 3 września 2006 | São Caetano – Fortaleza 0:0                                                                                  |
| 3 września 2006 | Athletico Paranaense – Botafogo FR 0:5 Aparecido Lima 24, 90, Reinaldo 39, 42, Zé Roberto 44                 |
| 3 września 2006 | Goiás EC – EC Juventude 2:0 Robson Luiz 38, Johnson 80                                                       |
| 3 września 2006 | Santa Cruz FC – São Paulo 1:3 Jorge Henrique 50 – Rogério Ceni 25, Thiago 78, 84                             |
| 3 września 2006 | Corinthians Paulista – AA Ponte Preta 1:0 Marcelo Mattos 65k                                                 |

### Kolejka 23
| Data             | Mecz                                                                                     |
| ---------------- | ---------------------------------------------------------------------------------------- |
| 9 września 2006  | SE Palmeiras – São Caetano 3:1 Daniel Silva 7, Paulo Baier 19, Edmundo 32 – Marcelinho 2 |
| 9 września 2006  | AA Ponte Preta – Santa Cruz FC 2:0 Danilo Sacramento 20, Tuto 90+3                       |
| 9 września 2006  | CR Vasco da Gama – Grêmio Porto Alegre 1:1 Andrade 40 – Lucas 32                         |
| 10 września 2006 | Botafogo FR – CR Flamengo 0:2 Rafael Marques 21s, Renato Silva 32                        |
| 10 września 2006 | SC Internacional – Athletico Paranaense 2:0 Adriano Gabiru 5, Fabiano Eller 51           |
| 10 września 2006 | Figueirense FC – Goiás EC 2:2 Diego Barcelos 73, Soares 81 – Souza 54k, Aldo 86          |
| 10 września 2006 | São Paulo – Corinthians Paulista 0:0                                                     |
| 10 września 2006 | Paraná Clube – Fluminense FC 1:0 Cristiano 7                                             |
| 10 września 2006 | EC Juventude – Cruzeiro EC 2:0 Christian Corrêa 15k, 44                                  |
| 10 września 2006 | Fortaleza – Santos FC 1:1 Rinaldo 58 – Dênis 38                                          |

### Kolejka 24
| Data             | Mecz                                                                                         |
| ---------------- | -------------------------------------------------------------------------------------------- |
| 16 września 2006 | Athletico Paranaense – Santa Cruz FC 2:1 Marcos Aurélio 30, William Fabbro 90+3 – Nenê 61    |
| 16 września 2006 | CR Vasco da Gama – Goiás EC 0:0                                                              |
| 16 września 2006 | Corinthians Paulista – Paraná Clube 1:0 Magrăo 49                                            |
| 17 września 2006 | Fluminense FC – Figueirense FC 2:0 Dejan Petković 57, Tuta 63                                |
| 17 września 2006 | Grêmio Porto Alegre – Botafogo FR 4:0 Rômulo Antoneli 6, 70, 90, Germán Herrera 81           |
| 17 września 2006 | EC Juventude – São Caetano 1:0 Leandrinho 85                                                 |
| 17 września 2006 | São Paulo – SC Internacional 2:0 Lenilson 8, Júnior 70                                       |
| 17 września 2006 | AA Ponte Preta – Santos FC 1:0 Tuto 71k                                                      |
| 17 września 2006 | Cruzeiro EC – SE Palmeiras 1:0 Geovanni Maurício 28k                                         |
| 17 września 2006 | Fortaleza – CR Flamengo 3:4 Nunes 32, Rinaldo 50, 75 – Fabiano Oliveira 12, Obina 27, 30, 65 |

### Kolejka 25
| Data             | Mecz |
| ---------------- | --- |
| 20 września 2006 | Botafogo FR – EC Juventude 2:1 Juninho 50k, Reinaldo 74 – Cristiano Silva 70                                               |
| 20 września 2006 | Grêmio Porto Alegre – AA Ponte Preta 4:0 Hugo 20, Lucas 43, Germán Herrera 72, 90+2                                        |
| 20 września 2006 | Santos FC – Fluminense FC 1:1 Cléber Santana 78k – Luiz Alberto 84s                                                        |
| 20 września 2006 | São Caetano – São Paulo 0:1 Richarlyson 48                                                                                 |
| 20 września 2006 | Paraná Clube – Fortaleza 2:0 Leonardo 55k, Peter 61                                                                        |
| 20 września 2006 | Goiás EC – Athletico Paranaense 2:2 Leonardo 4, Souza 23 – Michel 74, William Fabbro 89                                    |
| 20 września 2006 | Figueirense FC – SC Internacional 1:0 Marquinhos Paraná 26                                                                 |
| 20 września 2006 | Corinthians Paulista – CR Vasco da Gama 1:1 Rafael Moura 66 – Andrade 40                                                   |
| 21 września 2006 | CR Flamengo – Cruzeiro EC 1:0 Renato Abreu 32                                                                              |
| 21 września 2006 | Santa Cruz FC – SE Palmeiras 3:2 Paulo Rodrigues 15, Nenê 51k, Jorge Henrique 58 – Juninho Paulista 49, Roger Fernandes 79 |

### Kolejka 26
| Data             | Mecz |
| ---------------- | --- |
| 23 września 2006 | Fluminense FC – Fortaleza 1:3 Beto 66 – Lúcio 39, 59, André Cunha 41                                               |
| 23 września 2006 | Athletico Paranaense – São Caetano 3:1 David Ferreira 19, Marcos Aurélio 43, 89 – Martin García Díaz 38            |
| 24 września 2006 | SC Internacional – Corinthians Paulista 1:1 Fernandăo 31 – Carlos Alberto Jesus 30                                 |
| 24 września 2006 | Figueirense FC – Paraná Clube 0:1 Batista 14                                                                       |
| 24 września 2006 | Santos FC – CR Flamengo 3:0 Wellington Paulista 58, Zé Roberto 72, Rodrigo Tabata 90+2                             |
| 24 września 2006 | AA Ponte Preta – Cruzeiro EC 0:1 Élber 63                                                                          |
| 24 września 2006 | CR Vasco da Gama – Botafogo FR 0:0                                                                                 |
| 24 września 2006 | Goiás EC – Grêmio Porto Alegre 4:0 Souza 34, 67, Jadílson 38, Johnson 63                                           |
| 24 września 2006 | Santa Cruz FC – EC Juventude 1:0 Edson Di 78                                                                       |
| 24 września 2006 | SE Palmeiras – São Paulo 3:1 Nen 35, Paulo Baier 83k, Marcinho 90+1 – Willamis Souza 21 mecz w Presidente Prudente |

### Kolejka 27
| Data                | Mecz |
| ------------------- | --- |
| 4 października 2006 | EC Juventude – Athletico Paranaense 3:2 Christian Corrêa 24k, Alexandre 50, Wellington 67 – Paulo Rink 45, Pedro Oldoni 87 |
| 4 października 2006 | Fortaleza – Figueirense FC 1:1 Rinaldo 57 – Soares 38                                                                      |
| 4 października 2006 | Grêmio Porto Alegre – SE Palmeiras 2:1 Ramon 32, Tcheco 54 – Paulo Baier 50k                                               |
| 4 października 2006 | São Paulo – CR Vasco da Gama 5:1 Andrade 7s, Danilo 15, Fabăo 32, Miranda 47, Rogério Ceni 63 – Leandro Amaral 23          |
| 4 października 2006 | São Caetano – Goiás EC 1:2 Gustavo 42 – Juliano 76, Souza 90                                                               |
| 4 października 2006 | Paraná Clube – AA Ponte Preta 2:1 Eltinho 8, Batista 72k – Tuto 15k                                                        |
| 4 października 2006 | CR Flamengo – Fluminense FC 4:1 Renato Abreu 7, 50, Obina 62, 69 – Tuta 5                                                  |
| 5 października 2006 | Cruzeiro EC – SC Internacional 2:1 Wagner 34, Ferreira 63 – Ceará 45                                                       |
| 5 października 2006 | Botafogo FR – Santa Cruz FC 3:0 Reinaldo 8, Juca 83, Zé Roberto 89                                                         |
| 5 października 2006 | Corinthians Paulista – Santos FC 0:3 Kléber 40, Leandro 78, Zé Roberto 80                                                  |

### Kolejka 28
| Data                | Mecz                                                                               |
| ------------------- | ---------------------------------------------------------------------------------- |
| 7 października 2006 | Fluminense FC – São Paulo 1:2 Tuta 1 – Aloísio 18, Leandro Azevedo 35              |
| 7 października 2006 | CR Vasco da Gama – Fortaleza 2:0 Morais 30k, Fábio Júnior 45+1                     |
| 7 października 2006 | AA Ponte Preta – EC Juventude 3:1 Régis 16, Iran 48, Tuto 51 – Marcel 5            |
| 8 października 2006 | SC Internacional – São Caetano 1:0 Iarley 47                                       |
| 8 października 2006 | Figueirense FC – Botafogo FR 1:0 Schwenck 90                                       |
| 8 października 2006 | Santos FC – Grêmio Porto Alegre 1:0 Domingos 34                                    |
| 8 października 2006 | Athletico Paranaense – Cruzeiro EC 1:1 Michel 29 – Wagner 57                       |
| 8 października 2006 | Goiás EC – Corinthians Paulista 3:1 Souza 18k, Welliton 75, Nonato 88 – Amoroso 27 |
| 8 października 2006 | Santa Cruz FC – Paraná Clube 1:3 Márcio Mixirica 89 – Eltinho 28, Cristiano 62, 74 |
| 8 października 2006 | SE Palmeiras – CR Flamengo 3:1 Marcinho 12, Edmundo 75, Paulo Baier 82 – Obina 88  |

### Kolejka 29
| Data                 | Mecz |
| -------------------- | --- |
| 14 października 2006 | Botafogo FR – Santos FC 4:3 Asprilla 19, Reinaldo 43, Zé Roberto 83, Juca 85 – Kléber 31, Wellington Paulista 51, Reinaldo Oliveira 78 |
| 14 października 2006 | Cruzeiro EC – Fortaleza 0:0 |
| 14 października 2006 | São Paulo – EC Juventude 5:0 Danilo 38, Ilsinho 41, Leandro Azevedo 44, Alex Silva 77, Aloísio 86                                      |
| 14 października 2006 | São Caetano – Grêmio Porto Alegre 0:2 Lucas 37, Rômulo Antoneli 76                                                                     |
| 15 października 2006 | SC Internacional – Fluminense FC 2:0 Iarley 36, Michel 83                                                                              |
| 15 października 2006 | Figueirense FC – AA Ponte Preta 2:1 Cícero 15k, 66k – Pituca 59                                                                        |
| 15 października 2006 | Paraná Clube – Goiás EC 1:0 Henrique 87                                                                                                |
| 15 października 2006 | CR Flamengo – Corinthians Paulista 3:0 Léo Medeiros 22, Renato Abreu 45+1k, Juan Maldondo 52                                           |
| 15 października 2006 | Santa Cruz FC – CR Vasco da Gama 0:4 Fábio Braz 18, Leandro Amaral 79, 82, Jean Ferreira 86                                            |
| 15 października 2006 | SE Palmeiras – Athletico Paranaense 2:2 Paulo Baier 77, Neto Baiano 83 – Dênis Marques 42, 65                                          |

### Kolejka 30
| Data                 | Mecz |
| -------------------- | --- |
| 18 października 2006 | CR Vasco da Gama – SE Palmeiras 3:0 Amaral 53, Morais 58k, Leandro Amaral 90k                                                |
| 21 października 2006 | Goiás EC – Santa Cruz FC 5:3 Aldo 12, 23, Romerito 29, 68, Wellinton 38 – Reginaldo Araújo 9, Bruno Lança 42, Nenê 52        |
| 21 października 2006 | Santos FC – Figueirense FC 2:1 Rodrigo Tabata 22, Wellington Paulista 47 – Soares 67                                         |
| 21 października 2006 | AA Ponte Preta – SC Internacional 0:2 Fabiano Eller 17, Iarley 36                                                            |
| 22 października 2006 | Botafogo FR – São Caetano 2:1 Juninho 8k, Reinaldo 83 – Marabá 28                                                            |
| 22 października 2006 | Grêmio Porto Alegre – São Paulo 1:1 Hugo 49 – Danilo 1                                                                       |
| 22 października 2006 | EC Juventude – Fluminense FC 1:1 Marcel 58 – Romeu 45                                                                        |
| 22 października 2006 | Paraná Clube – CR Flamengo 0:2 Vinicius Pacheco 28, Fabiano Oliveira 73                                                      |
| 22 października 2006 | Fortaleza – Athletico Paranaense 3:4 Lúcio 18, 72, Finazzi 59 – Marcos Aurélio 37, Cristian 47, David Ferreira 80, Válber 83 |
| 22 października 2006 | Corinthians Paulista – Cruzeiro EC 1:0 Renato 31                                                                             |

### Kolejka 31
| Data                 | Mecz |
| -------------------- | --- |
| 25 października 2006 | Corinthians Paulista – SE Palmeiras 1:0 Marcelo Mattos 75                                                 |
| 26 października 2006 | Fluminense FC – Grêmio Porto Alegre 1:2 Tuta 58 – Rafinha 31, Germán Herrera 90+1                         |
| 26 października 2006 | SC Internacional – EC Juventude 1:0 Alex Meschini 67                                                      |
| 26 października 2006 | CR Vasco da Gama – CR Flamengo 3:1 Abedi 40, Leandro Amaral 60, Jean Ferreira 90 – Obina 14               |
| 26 października 2006 | Santa Cruz FC – Fortaleza 0:1 Finazzi 36                                                                  |
| 28 października 2006 | Figueirense FC – São Paulo 0:2 Aloísio 21, Ilsinho 45                                                     |
| 28 października 2006 | Santos FC – São Caetano 1:0 Rodrigo Tabata 64                                                             |
| 28 października 2006 | AA Ponte Preta – Botafogo FR 1:2 Preto 18k – Rafael Marques 16, Reinaldo 37                               |
| 28 października 2006 | Athletico Paranaense – Paraná Clube 4:0 Evanilson 28, Alan Bahia 41k, William Fabbro 70, Denis Marques 74 |
| 28 października 2006 | Goiás EC – Cruzeiro EC 2:3 Welliton 20, Romerito 45+1 – Elson Falcăo 9, Gladstone 18, Gabriel 31          |

### Kolejka 32
| Data             | Mecz |
| ---------------- | --- |
| 1 listopada 2006 | Grêmio Porto Alegre – Figueirense FC 1:2 Tcheco 34k – Soares 20, Cícero 32k |
| 1 listopada 2006 | São Caetano – Fluminense FC 1:1 Márcio Hahn 42 – Pedrinho 38 |
| 1 listopada 2006 | Athletico Paranaense – CR Vasco da Gama 6:4 Evanílson 9, Marcos Aurélio 53, 62, Danilo Larangeira 76, David Ferreira 79, Pedro Oldoni 90+2 – Ramon Hubner 17, Andrade 41, 72, Leandro Amaral 68 |
| 1 listopada 2006 | CR Flamengo – Santa Cruz FC 1:1 Renato Augusto 88 – Márcio Mixirica 63 |
| 1 listopada 2006 | Fortaleza – Corinthians Paulista 0:4 Renato 28, Roger Flores 62, César Aparecido 64, Wilson 71                                                                                                  |
| 1 listopada 2006 | SE Palmeiras – Goiás EC 1:3 Dininho 71 – Danilo Portugal 6, Vitor 57, Souza 88 |
| 1 listopada 2006 | EC Juventude – Santos FC 3:2 Christian Corrêa 15, Alexandre 56, Raulen 69 – Rodrigo Tabata 39, Igor 53s                                                                                         |
| 2 listopada 2006 | São Paulo – AA Ponte Preta 1:1 Rogério Ceni 75k – Tuto 53 |
| 2 listopada 2006 | Cruzeiro EC – Paraná Clube 2:2 Gabriel 79, 90 – Sandro 58, 87 |
| 2 listopada 2006 | Botafogo FR – SC Internacional 0:1 Alex Meschini 90+2k |

### Kolejka 33
| Data             | Mecz |
| ---------------- | --- |
| 4 listopada 2006 | CR Flamengo – Athletico Paranaense 1:0 Léo Medeiros 73                                                     |
| 4 listopada 2006 | Figueirense FC – EC Juventude 1:0 Schwenck 78                                                              |
| 5 listopada 2006 | Botafogo FR – Fluminense FC 2:1 Zé Roberto 77, 90 – Marcăo 88                                              |
| 5 listopada 2006 | Grêmio Porto Alegre – SC Internacional 0:1 Iarley 64                                                       |
| 5 listopada 2006 | Santos FC – São Paulo 0:1 Mineiro 29                                                                       |
| 5 listopada 2006 | AA Ponte Preta – São Caetano 1:2 Jaílton 9 – Leandro Lima 7, Valdir Lucas 90+1                             |
| 5 listopada 2006 | Paraná Clube – SE Palmeiras 4:2 Sandro 45, 67, Cristiano 55, Gustavo 71 – Juninho Paulista 23, Edmundo 50k |
| 5 listopada 2006 | Cruzeiro EC – CR Vasco da Gama 2:1 André Luiz Garcia 13, Diego Clementino 46 – Ramon Hubner 65             |
| 5 listopada 2006 | Fortaleza – Goiás EC 0:3 Romerito 13, Raul 80, Jadílson 86                                                 |
| 5 listopada 2006 | Corinthians Paulista – Santa Cruz FC 1:0 Marcelo Mattos 19                                                 |

### Kolejka 34
| Data             | Mecz                                                                                                   |
| ---------------- | --- |
| 8 listopada 2006 | SC Internacional – Santos FC 0:0                                                                       |
| 8 listopada 2006 | São Caetano – Figueirense FC 3:1 Martín Edwin García 12, Leandro Lima 33, Anderson Lima 81 – Cícero 65 |
| 8 listopada 2006 | Athletico Paranaense – Corinthians Paulista 1:2 Cristian 6 – Marcus Vinícius 12, Renato 61             |
| 8 listopada 2006 | Goiás EC – CR Flamengo 0:1 Obina 41                                                                    |
| 8 listopada 2006 | SE Palmeiras – Fortaleza 3:0 Paulo Baier 28, Enilton 53, Juninho Paulista 71                           |
| 8 listopada 2006 | CR Vasco da Gama – Paraná Clube 3:1 Fábio Braz 33, Andrade 45, Pierre 60s – Cristiano 46               |
| 8 listopada 2006 | EC Juventude – Grêmio Porto Alegre 1:2 Christian Corrêa 87 – Alessandro Nunes 10, Tcheco 72            |
| 9 listopada 2006 | Fluminense FC – AA Ponte Preta 0:0                                                                     |
| 9 listopada 2006 | São Paulo – Botafogo FR 3:0 Leandro Azevedo 45, 90+3, Willamis Souza 72                                |
| 9 listopada 2006 | Santa Cruz FC – Cruzeiro EC 4:1 Júnior Maranhăo 33, 47, 61 – Diego Clementino 59                       |

### Kolejka 35
| Data              | Mecz |
| ----------------- | --- |
| 11 listopada 2006 | SC Internacional – Fortaleza 3:0 Iarley 29, Índio 38, Alex Meschini 65                                                         |
| 11 listopada 2006 | Santos FC – Paraná Clube 1:0 Rodrigo Tabata 44                                                                                 |
| 11 listopada 2006 | CR Vasco da Gama – EC Juventude 1:1 Ygor 20 – Fabrício Bento 75                                                                |
| 12 listopada 2006 | Fluminense FC – Cruzeiro EC 1:0 Evando Spinasse 41                                                                             |
| 12 listopada 2006 | Figueirense FC – Corinthians Paulista 0:0                                                                                      |
| 12 listopada 2006 | AA Ponte Preta – CR Flamengo 3:0 Preto 12k, Jailton 50k, Emerson 75                                                            |
| 12 listopada 2006 | Athletico Paranaense – Grêmio Porto Alegre 2:3 Marcelo Silva 28, Dagoberto 74 – Rômulo Antoneli 4, Julián Maidana 51, Ramón 82 |
| 12 listopada 2006 | Goiás EC – São Paulo 0:2 Mineiro 8, Fabăo 16                                                                                   |
| 12 listopada 2006 | Santa Cruz FC – São Caetano 0:3 Élton 49, Jonas 51, Marcelinho 83                                                              |
| 12 listopada 2006 | SE Palmeiras – Botafogo FR 2:1 Edmundo 24, Enilton 56 – Juninho 46                                                             |

### Kolejka 36
| Data              | Mecz |
| ----------------- | --- |
| 18 listopada 2006 | CR Flamengo – Figueirense FC 0:2 Marquinhos Paraná 6, Schwenck 67                                                  |
| 18 listopada 2006 | Grêmio Porto Alegre – Santa Cruz FC 3:1 Bruno Teles 30, Patrício 34, Hugo 42 – Fabrício Ceará 60                   |
| 18 listopada 2006 | Corinthians Paulista – Fluminense FC 1:1 Magrăo 2 – Romeu 34                                                       |
| 19 listopada 2006 | Botafogo FR – Goiás EC 2:2 Wando 51, Lúcio Flávio 84 – Róbson Luís 48, Rogério Corrêa 80                           |
| 19 listopada 2006 | EC Juventude – SE Palmeiras 3:2 Marcel 43, Bruno Vieira 81, Christian Corrêa 89 – Juninho Paulista 15k, Dininho 73 |
| 19 listopada 2006 | São Paulo – Athletico Paranaense 1:1 Fabăo 24 – Cristian 78                                                        |
| 19 listopada 2006 | São Caetano – CR Vasco da Gama 0:1 Claudemir 13                                                                    |
| 19 listopada 2006 | Paraná Clube – SC Internacional 1:0 Leonardo 50                                                                    |
| 19 listopada 2006 | Cruzeiro EC – Santos FC 1:1 Kléber 69 – Gladstone 87                                                               |
| 19 listopada 2006 | Fortaleza – AA Ponte Preta 1:0 Jorge Mutt 71                                                                       |

### Kolejka 37
| Data              | Mecz |
| ----------------- | --- |
| 19 listopada 2006 | Botafogo FR – Corinthians Paulista 0:0                                                                             |
| 19 listopada 2006 | Grêmio Porto Alegre – CR Flamengo 3:0 Ramon 63, Rômulo Antoneli 80, Rafinha 87                                     |
| 19 listopada 2006 | EC Juventude – Fortaleza 2:2 Renan 15, Bruno Vieira 87 – Rinaldo 21, 70                                            |
| 19 listopada 2006 | São Paulo – Cruzeiro EC 2:0 Rogério Ceni 57, Fabăo 82                                                              |
| 19 listopada 2006 | São Caetano – Paraná Clube 0:2 Thiago 37s, Joelson 88                                                              |
| 19 listopada 2006 | Athletico Paranaense – Figueirense FC 1:4 Dênis Marques 82 – Fernandes 42, Chicăo 49, Schwenck 78, Tucho 86        |
| 19 listopada 2006 | CR Vasco da Gama – Santos FC 1:1 Leandro Amaral 39 – Domingos 21                                                   |
| 19 listopada 2006 | Goiás EC – AA Ponte Preta 3:0 Luciano Almeida 55, Welliton 62, Souza 77                                            |
| 19 listopada 2006 | Santa Cruz FC – Fluminense FC 1:2 Nenê 44 – Cláudio Pitbull 67, André Moritz 76                                    |
| 19 listopada 2006 | SE Palmeiras – SC Internacional 1:4 Fabiano Eller 74s – Alexandre Pato 1, Fernandăo 4, Daniel Silva 33s, Iarley 45 |

### Kolejka 38
| Data           | Mecz |
| -------------- | --- |
| 2 grudnia 2006 | CR Flamengo – São Caetano 4:1 Hélder 53, 70, Ronaldo Angelim 82, Renato Abreu 86k – Canindé 29                               |
| 2 grudnia 2006 | SC Internacional – Goiás EC 1:4 Fabiano Eller 65 – Welliton 20, Luciano Almeida 40, Romerito 55k, Cléber Gaúcho 59           |
| 3 grudnia 2006 | Fluminense FC – SE Palmeiras 1:1 Cláudio Pitbull 3 – Michael 36                                                              |
| 3 grudnia 2006 | Figueirense FC – CR Vasco da Gama 0:0                                                                                        |
| 3 grudnia 2006 | Santos FC – Santa Cruz FC 3:1 Wellington Paulista 20, 79, Júnior 72 – Osmar 11                                               |
| 3 grudnia 2006 | AA Ponte Preta – Athletico Paranaense 1:1 Josimar 84 – Pedro Oldoni 50                                                       |
| 3 grudnia 2006 | Paraná Clube – São Paulo 0:0                                                                                                 |
| 3 grudnia 2006 | Cruzeiro EC – Botafogo FR 3:1 Léo Silva 33, Francismar 48, Ferreira 90 – Juninho 31                                          |
| 3 grudnia 2006 | Fortaleza – Grêmio Porto Alegre 1:0 Rinaldo 36k                                                                              |
| 3 grudnia 2006 | Corinthians Paulista – EC Juventude 5:3 Edson 3, Roger Flores 25, 43, Marquinhos 78, Amoroso 82 – Cristiano 8, 42, Marcel 47 |

### Końcowa tabela sezonu 2006
| Poz | Klub                 | Mecze | Zw | Rem | Por | Pkt | BrZd | BrStr |
| --- | -------------------- | ----- | -- | --- | --- | --- | ---- | ----- |
| 1   | São Paulo            | 38    | 22 | 12  | 4   | 78  | 66   | 32    |
| 2   | SC Internacional     | 38    | 20 | 9   | 9   | 69  | 52   | 36    |
| 3   | Grêmio Porto Alegre  | 38    | 20 | 7   | 11  | 67  | 64   | 45    |
| 4   | Santos FC            | 38    | 18 | 10  | 10  | 64  | 58   | 36    |
| 5   | Paraná Clube         | 38    | 18 | 6   | 14  | 60  | 56   | 49    |
| 6   | CR Vasco da Gama     | 38    | 15 | 14  | 9   | 59  | 57   | 50    |
| 7   | Figueirense FC       | 38    | 15 | 12  | 11  | 57  | 52   | 44    |
| 8   | Goiás EC             | 38    | 15 | 10  | 13  | 55  | 63   | 49    |
| 9   | Corinthians Paulista | 38    | 15 | 8   | 15  | 53  | 41   | 46    |
| 10  | Cruzeiro EC          | 38    | 14 | 11  | 13  | 53  | 52   | 45    |
| 11  | CR Flamengo          | 38    | 15 | 7   | 16  | 52  | 44   | 48    |
| 12  | Botafogo FR          | 38    | 13 | 12  | 13  | 51  | 52   | 50    |
| 13  | Athletico Paranaense | 38    | 13 | 9   | 16  | 48  | 61   | 62    |
| 14  | EC Juventude         | 38    | 13 | 8   | 17  | 47  | 44   | 54    |
| 15  | Fluminense FC        | 38    | 11 | 12  | 15  | 45  | 48   | 58    |
| 16  | SE Palmeiras         | 38    | 12 | 8   | 18  | 44  | 58   | 70    |
| 17  | AA Ponte Preta       | 38    | 10 | 9   | 19  | 39  | 45   | 65    |
| 18  | Fortaleza            | 38    | 8  | 14  | 16  | 38  | 39   | 62    |
| 19  | São Caetano          | 38    | 9  | 9   | 20  | 36  | 37   | 53    |
| 20  | Santa Cruz FC        | 38    | 7  | 7   | 24  | 28  | 41   | 76    |

Według regulaminu do Copa Libertadores 2007 zakwalifikować się miały pierwsze 4 kluby w tabeli oraz zdobywca Pucharu Brazylii (Copa do Brasil), natomiast kluby z miejsc 5-11 miały uzyskać awans do Copa Sudamericana 2007. Ponadto w Copa Libertadores 2007 prawo udziału miał obrońca tytułu SC Internacional (ponieważ został wicemistrzem Brazylii, do Copa Libertadores zakwalifikował się piąty w tabeli klub Paraná Clube, a do Copa Sudamericana 12. w tabeli Botafogo FR). Zdobywca Pucharu Brazylii zajął w tabeli 11 miejsce, dzięki czemu do Copa Sudamericana zakwalifikował się 13. w tabeli klub Athletico Paranaense. Mistrz Brazylii kwalifikował się nie tylko do Copa Libertadores, ale także do Copa Sudamericana. Pozostałe kluby grały albo w jednym, albo w drugim pucharze.
Do drugiej ligi (Campeonato Brasileiro Série B) spadły 4 ostatnie w tabeli kluby: AA Ponte Preta, Fortaleza, São Caetano oraz Santa Cruz FC.